# Parti démocratique populaire d'Ouzbékistan
Pour les articles homonymes, voir Parti démocratique populaire.
Le Parti démocratique populaire d'Ouzbékitan (en ouzbek : O‘zbekiston Xalq Demokratik Partiyasi ; abrégé O'zXDP ou XDP) est un parti politique ouzbek. Il est fondé en 1991 en tant que successeur légal du Parti communiste d'Ouzbékistan (en). Sous son fondateur Islam Karimov, le parti supervise la dissolution de la république socialiste soviétique d'Ouzbékistan et la création de la république d'Ouzbékistan. Après la démission de Karimov en 1996 qui forme par la suite le Parti libéral-démocrate d'Ouzbékistan, le parti démocratique populaire perd son statut de parti au pouvoir.
Le parti s'identifie à la social-démocratie et se positionne au centre gauche, il est le principal parti de gauche à la Chambre législative de l'Ouzbékistan. Dans son statut, il promeut l'égalitarisme et une économie sociale de marché réglementée au sein d'un État-providence, tout en soutenant le non-interventionnisme en matière de politique étrangère. Ses principaux partisans sont des personnes dépendantes de la protection sociale, des retraités, des personnes handicapées et des employés. Malgré cela, c'est l'un des quatre partis qui agissent en tant qu'opposition pro-gouvernementale au Parti libéral-démocrate d'Ouzbékistan, le parti au pouvoir dans le pays.

## Histoire
Le parti est fondé en octobre 1991 après que le Parti communiste d'Ouzbékistan (en) vote en faveur de la rupture des liens avec le Parti communiste de l'Union soviétique. Il est dirigé par le président de la République Islam Karimov de sa fondation jusqu'à 1996, date à laquelle Karimov a démissionné et quitte le parti.
Karimov crée le Parti libéral-démocrate d'Ouzbékistan (O'zLiDeP) en 2003, et malgré l'auto-identification avec des idéologies différentes, les deux partis sont largement considérés comme identiques les uns aux autres, l'O'zLiDeP étant créé pour donner l'illusion d'un système multipartite compétitif ; cela est soutenu par le fait que XDP est reste favorable à la politique de Karimov et conserve sa faveur. En 2013, Hotamzhon Ketmonov est élu président de XDP.
Après les élections législatives ouzbèkes de 2014-2015 , le parti se positionne dans l'opposition parlementaire face au parti de centre droit au pouvoir, O'zLiDeP, et du Parti démocrate de la renaissance nationale d'Ouzbékistan , un parti national-conservateur modéré et de droite. Ketmonov se présente comme candidat du parti à l'élection présidentielle ouzbèke de 2015, obtenant 2,92 % des suffrages.
Lors de l'élection présidentielle ouzbèke de 2021, Maqsuda Vorisova s'engage à résoudre les problèmes d'éducation et de médecine, et se présente au scrutin dans une série de programmes liées aux priorités égalitaires et sociales dans les domaines du niveau de vie, de la justice et de l'égalité, et de la démocratie, qui sont considérés comme se rapportant avec le modèle scandinave. Bien qu'elle perd la course contre le président sortant Shavkat Mirziyoyev, Vorisova devient l'une des finalistes de l'élection, remportant la deuxième place avec 6,6 % de voix, ce qui fait d'elle la première personne depuis Muhammad Solih en 1991 à gagner plus de 5 % en tant que non titulaire de la fonction, soit la plus large performance lors d'une présidentielle.
Le parti présente Ulugbek Inoyatov pour l'élection présidentielle de 2023, qui a lieu de manière anticipée à la suite de la révision constitutionnel approuvée par référendum en avril 2023. Il termine troisième du scrutin avec 4% des suffrages.

## Résultats électoraux

### Élections présidentielles
| Élection | Candidat           | 1er tour  | 1er tour | 2d tour | 2d tour | Résultat |
| Élection | Candidat           | Voix      | %        | Voix    | %       | Résultat |
| -------- | ------------------ | --------- | -------- | ------- | ------- | -------- |
| 1991     | Islam Karimov      | 8 514 136 | 87,1     | –       | –       | Élu      |
| 2000     | Abdulhafiz Jalolov | 505 161   | 4,30     | –       | –       | Pas élu  |
| 2007     | Asliddin Rustamov  | 468 064   | 4,30     | –       | –       | Pas élu  |
| 2015     | Khatamjan Ketmanov | 552 309   | 2,92     | –       | –       | Pas élu  |
| 2016     | Khatamjan Ketmanov | 669 187   | 3,73     | –       | –       | Pas élu  |
| 2021     | Maqsuda Vorisova   | 1 075 016 | 6,70     | –       | –       | Pas élu  |
| 2023     | Ulugbek Inoyatov   | 629 116   | 4,05     | –       | –       | Pas élu  |

### Élections législatives
| Élection  | Sièges   | +/- | Rang |
| --------- | -------- | --- | ---- |
| 1994-1995 | 69 / 250 | Nv  | 2e   |
| 1999      | 49 / 250 | 20  | 2e   |
| 2004-2005 | 28 / 120 | 21  | 2e   |
| 2009-2010 | 32 / 135 | 4   | 2e   |
| 2014-2015 | 27 / 150 | 5   | 3e   |
| 2019-2020 | 22 / 150 | 5   | 5e   |